# Sosie Bacon
Sosie Ruth Bacon (Los Angeles, 1992. március 15. –) amerikai színésznő.
Első filmszerepét a Kincsem című romantikus drámában kapta, melyet édesapja, Kevin Bacon rendezett. Sosie ebben az édesanyja, Kyra Sedgwick által megformált szereplő gyermekkori énjét játszotta. 2009-ben A főnök című drámasorozat visszatérő szereplője volt, szintén a főszerepet játszó Sedgwick oldalán.
A 2010-es évektől szerepelt a Sikoly, a 13 okom volt, az Itt és most, a Narcos: Mexikó és az Easttowni rejtélyek című sorozatok epizódjaiban. Feltűnt Az utolsó nyarunk (2019) és a Mosolyogj (2022) című filmekben is. 

## Filmográfia

### Film
| Év   | Magyar cím          | Eredeti cím              | Szerep                | Megjegyzések                   |
| ---- | ------------------- | ------------------------ | --------------------- | ------------------------------ |
| 2005 | Kincsem             | Loverboy                 | Emily Stoll 10 évesen |                                |
| 2014 |                     | Lady Lonely              | Lady                  | rövidfilm                      |
| 2014 |                     | Wishin’ and Hopin’       | Frances Funicello     |                                |
| 2015 |                     | Ana Maria in Novela Land | Poppy Lake            |                                |
| 2016 | Nagyvárosi történet | Chronically Metropolitan | Hannah                |                                |
| 2017 |                     | Off Season               | Cassie                |                                |
| 2018 |                     | Charlie Says             | Patricia Krenwinkel   |                                |
| 2019 | Az utolsó nyarunk   | The Last Summer          | Audrey Jarvis         |                                |
| 2019 |                     | Wyrm                     | Lindsay               |                                |
| 2021 |                     | Traces                   | Sierra Jones          |                                |
| 2022 | Mosolyogj           | Smile                    | Dr. Rose Cotter       | magyar hangja: Ágoston Katalin |

### Televízió

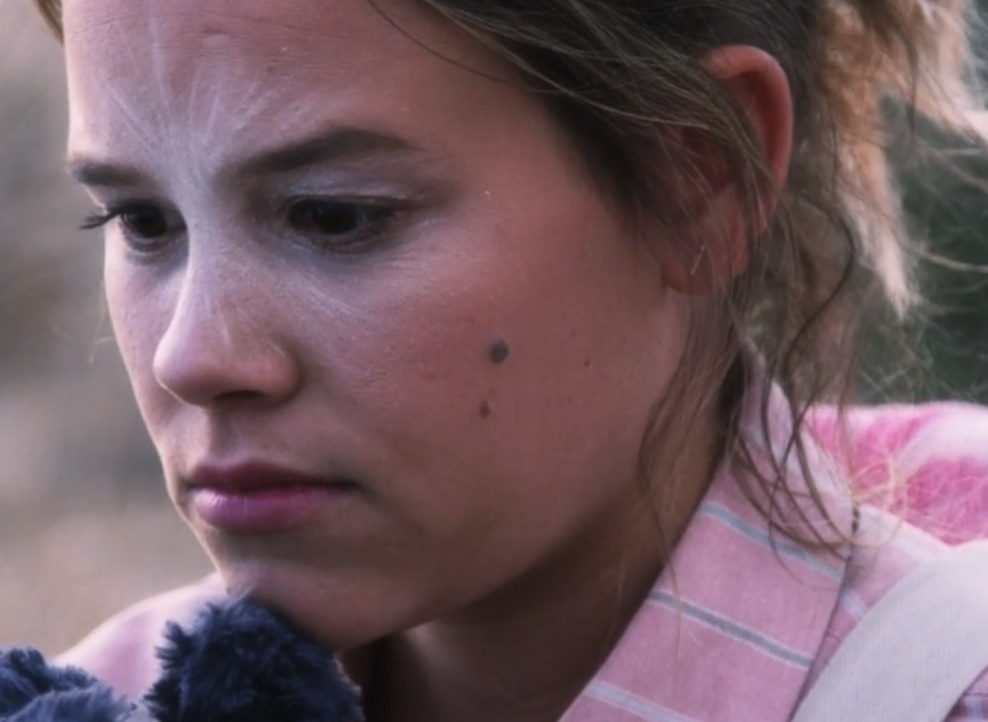
A Lady Lonely című rövidfilm előzetesében (2014)

| Év        | Magyar cím            | Eredeti cím      | Szerep           | Megjegyzések                         |
| --------- | --------------------- | ---------------- | ---------------- | ------------------------------------ |
| 2009      | A főnök               | The Closer       | Charlie Johnson  | vendégszereplő 5. évad (4 epizód)    |
| 2014      |                       | Basic Witches    | Sosie            | sorozat                              |
| 2015      |                       | Lost Boy         | Summer Harris    | tévéfilm                             |
| 2015–2016 | Sikoly                | Scream           | Rachel Murray    | visszatérő szereplő (1-2. évad)      |
| 2017      | Menekülés a múlt elől | Story of a Girl  | Stacey           | tévéfilm magyar hangja Laudon Andrea |
| 2017–2018 | 13 okom volt          | 13 Reasons Why   | Skye Miller      | visszatérő szereplő (1-2. évad)      |
| 2018      | Itt és most           | Here and Now     | Kristen          | főszereplő (10 epizód)               |
| 2020      | Narcos: Mexikó        | Narcos: Mexico   | Mimi Webb Miller | vendégszereplő 2. évad (4 epizód)    |
| 2021      | Easttowni rejtélyek   | Mare of Easttown | Carrie Layden    | minisorozat (6 epizód)               |
| 2022      | Így látjuk mi         | As We See It     | Mandy            | főszereplő (8 epizód)                |

## Fordítás
- Ez a szócikk részben vagy egészben  a   Sosie Bacon című angol Wikipédia-szócikk ezen változatának fordításán alapul.  Az eredeti cikk szerkesztőit annak laptörténete sorolja fel. Ez a jelzés csupán a megfogalmazás eredetét és a szerzői jogokat jelzi, nem szolgál a cikkben szereplő információk forrásmegjelöléseként.